# Perignamptus
Perignamptus is een geslacht van kevers uit de familie Hybosoridae. De wetenschappelijke naam van het geslacht is voor het eerst geldig gepubliceerd door baron Edgar von Harold in 1877. Hij beschreef het geslacht en de eerste soort, Perignamptus sharpi uit Nieuw-Guinea.

## Soorten
- Perignamptus carinipennis Gestro, 1899
- Perignamptus loriae Gestro, 1899
- Perignamptus rossi Paulian, 1978
- Perignamptus sharpi Harold, 1877

Deze komen voor in Nieuw-Guinea.